# Лукин, Никита Сергеевич
Никита Сергеевич Лукин (род. 17 января 1992, Свердловск-44, Свердловская область) — российский хоккеист, нападающий. Тренер.

## Биография
Начинал играть в школе «Кедра» Новоуральск. До 2006 года был в тюменском «Газовике», затем — в «Ладе» Тольятти. Начинал играть в фарм-клубах «Лады» «Лада-2» (2008/09, первая лига) и «Ладья» (2009/10, МХЛ). В апреле 2010 года расторг контракт из-за задолженности по зарплате. Перешёл в систему московского «Динамо», провёл два сезона в МХЛ, выступая за «Шериф» Тверь (2010/11) и ХК МВД (Балашиха) (2011/12). В победном для «Динамо» сезоне КХЛ 2012/13 сыграл 16 матчей, также выступал за ХК МВД и «Динамо» Балашиха (2012/13 — 2014/15, ВХЛ).
Играл в ВХЛ за «Дизель» (2015/16), «Молот-Прикамье» и «Рязань» (2016/17), «Чэнтоу» (Китай, 2017/18 — 2018/19, «Ладу» (2019/20), «Буран» (2020/21).
Выступал в чемпионате Казахстана за «Арлан» (2021/22).
- С сезона 2022/2023 играл в чемпионате Израиля выступая за и «Бат-Ям Чифс» в 33 играх набрал 95 (38+57) очков.
- Также играл в Израильской элитной хоккейной лиге, выступая за «Бат-Ям Долфинс» (с 2024 года Ашдод Долфинс)

С 2022 года — тренер в молодёжной сборной Израиля (до 20 лет).